# Nesophyllidium fulvicosta
Nesophyllidium fulvicosta är en insektsart som först beskrevs av Andrew Nelson Caudell 1914.  Nesophyllidium fulvicosta ingår i släktet Nesophyllidium och familjen vårtbitare. Inga underarter finns listade i Catalogue of Life.